# Wimmeria acuminata
Wimmeria acuminata är en benvedsväxtart som beskrevs av Louis Otho Williams. Wimmeria acuminata ingår i släktet Wimmeria och familjen Celastraceae. Inga underarter finns listade.